# Foordana distincta
Espèce
Foordana distincta est une espèce d'araignées aranéomorphes de la famille des Trachelidae.

## Répartition
Cette espèce est endémique d'Afrique du Sud. Elle se rencontre dans l'État-Libre, au Cap-Occidental, au Cap-Oriental et au KwaZulu-Natal.

## Description
La carapace du mâle holotype mesure 2,36 mm de long sur 2,03 mm et l'abdomen 2,77 mm de long sur 1,87 mm et la carapace de la femelle paratype 2,48 mm de long sur 2,05 mm et l'abdomen 3,58 mm de long sur 2,35 mm.

## Systématique et taxinomie
Cette espèce a été décrite en 2015par l'arachnologue sud-africain Charles Richard Haddad (d) (1979-). C'est l'espèce type du genre Foordana.

### Étymologie
Son épithète spécifique, du latin distincta, « distinct, net », fait référence aux marques abdominales bien définies de cette espèce.

### Publication originale
- (en) Charles R. Haddad, « And they just keep coming: four new genera of dark sac spiders from southern Africa (Araneae, Trachelidae) », African Invertebrates, Afrique du Sud, vol. 66, no 1,‎ 23 janvier 2025, p. 19-64 (ISSN 1681-5556, e-ISSN 2305-2562, DOI 10.3897/AfrInvertebr.66.139299, lire en ligne, consulté le 20 février 2025).